# ماري إلين سميث
ماري إلين سميث (11 أكتوبر 1861 أو 1863 حتى 3 أيار 1933) هي أول عضوة في المجلس التشريعي لكولومبيا البريطانية، وأول امرأة سياسية تشغل منصباً في مجلس الوزراء وأول امرأة رئيسة في الإمبراطورية البريطانية.

## حياتها المبكرة
وُلِدَت ماري في إنجلترا، وكان والدها، ريتشارد سبير، عاملاً في منجم للنحاس. كما أصبحت معلمة مدرسة حتى تزوجت رالف سميث، وهو أرمل يعمل في منجم للفحم، وانتقلا سوية إلى كولومبيا البريطانية في أوائل عام 1891، بعد فترة وجيزة من زواجهما.

## الانتخابات الفدرالية الكندية لعام 1900
أصبح زوجها رالف سميث رئيس اتحاد النقابات العمالية معتدل الحجم، وانتُخِبَ عام 1898 كعضو في المجلس التشريعي لكولومبيا البريطانية وفي الانتخابات الفيدرالية لمجلس العموم الكندي عام 1900. وبعدها، عاد إلى منصبها في المجلس التشريعي لكولومبيا البريطانية وأصبح وزير مالية عام 1916. وقد ساعدت ماري إلين زوجها في مسيرته السياسية هذه من خلال القيام بالحملات الانتخابية الداعمة له، وإلقاء الخطابات نيابة عنه في حال عدم وجوده.
كانت سميث ناشطة كعضو في منظمة الاقتراع الكندي المناهضة بحقوق النساء، وعملت كرئيسة للجمعية الكندية للنساء ومنتدى المرأة، ووصية على المنظمة الخيرية للنساء Imperial Order Daughters of the Empire، وكانت أيضاً عضواً في الصليب الأحمر الكندي. وقدمت سميث يد المساعدة للمحاربين القدامى من خلال جمع الأموال لهم، وساهمت في إنشاء المصانع لتوظيف الأطفال المكفوفين. كما أسست جمعية لوريير الليبرالية، وعُرِفت بكونها ناشطة تتبع للمنهاجية (طائفة مسيحية بروتستانتية).
رشحت سميث نفسها خلفاً عن زوجها، الذي توفي في شهر شباط عام 1917، لتصبح عضواً في المجلس التشريعي في فانكوفر في شهر كانون الثاني عام 1918، بعد انتخابها بفارق كبير «كليبرالية مستقلة» تحت شعار «النساء والأطفال أولاً». وفي كلمة ألقتها أمام المجلس قالت فيها: «في مدينتي المنصفة، لقد وقف إلى جانبي النساء والرجال أيضاً.» كما أعيد انتخابها كمرشحة ليبرالية في الانتخابات العامة التي جرت في عامي 1920 و1924. وبوصفها مشرّعة قانونية، فقد سنّت قانوناً عام 1918 ينص على الحد الأدنى للأجور للنساء والفتيات. كما ساعدت على سن قوانين من شأنها أن تنشئ محاكم للأحداث، وتسمح للنساء بالجلوس كقاضيات، بالإضافة إلى توفير دعم الرعاية الاجتماعية «للزوجات المهجورات»، وسن قوانين حماية المرأة في مكان العمل، وقوانين أخرى تُعنى بإنشاء صناديق المعاش للأمهات.
كما أيدت سميث القوانين التي تحول دون التمييز العرقي في كولومبيا البريطانية، وبأخص الذكر التمييز الذي يقيد تشغيل العمالة من قبل الآسيويين. فدعمت قانون حماية النساء والفتيات من هذا التمييز عام 1923. وفي تأييدها للسياسات الداعمة لتحسين النسل، دعت سميث إلى تطبيق برامج التعقيم للأشخاص الناقلين للعيوب الوراثية، كوسيلة للتطهير العرقي؛ خشية أن يساهم تكاثرهم في «الانتحار العرقي». وبذلك، فهي قبلت بالعلوم العرقية في يومها التي بررت الجهود التشريعية الرامية إلى «حماية العرق الكندي الإنجليزي». وعكست كقاضية المثل العليا للحركة النسائية في عصرها، من خلال تبنيها للعنصرية وتحسين النسل ضمن إطار الحركة النسوية.
وانضمت سميث إلى مجلس الوزراء، عام 1921، كوزيرة بدون حقيبة وزارية وكان جون أوليفر رئيس الوزراء آنذاك. إلا أنها استقالت بعد ثمانية أشهر بعد أن شعرت بأن القوانين التي من شأنها أن تحافظ على روح تماسك مجلس الوزراء قد قيدت استقلاليتها. وفي شهر شباط عام 1928، شغلت أعمال رئيس المجلس التشريعي، وهي أول امرأة تتولى منصب رئيس المجلس في الإمبراطورية البريطانية. إلا أنها هُزمت في انتخابات عام 1928، والتي أطاحت بالحكومة الليبرالية. وبعد عام، تم تعيينها كمندوبة لكندا في مؤتمر منظمة العمل الدولية في جنيف. وعملت كرئيسة للحزب الليبرالي لكولومبيا البريطانية في أوائل الثلاثينيات حتى عام 1933، حيث توفيت سبب سكتة دماغية.